# Hypostomus plecostomus
Hypostomus plecostomus är en fiskart som först beskrevs av Carl von Linné 1758.  Hypostomus plecostomus ingår i släktet Hypostomus och familjen Loricariidae. Inga underarter finns listade i Catalogue of Life.